# テリー伊藤のトラブルハンター
テリー伊藤のトラブルハンター（テリーいとうのトラブルハンター）は、2014年10月からTOKYO MXにて放送されている情報バラエティ番組。
TOKYO MXのほか、サンテレビジョンでも水曜日20:54-21:24に放送されていた。

## 概要
ご近所トラブル、金銭トラブル、恋愛トラブルなど、トラブルだらけの現代社会の中、いつ振りかかるかも分からない身近なトラブルにはどう対処すればよいのかを自由気ままに議論する番組。
テリー伊藤、三原勇希、トラブル専門家として久米慶らレギュラー出演者に加え、テーマに沿ったゲストと法律の専門家として弁護士を迎えて、トラブル事例に対する解決策を模索する。

## 番組内容
毎回テーマを設け、様々なケースをもとに議論していく。
- 第１回：離婚トラブル（ゲスト：大鶴義丹）
- 第２回：離婚トラブル（ゲスト：大鶴義丹）
- 第３回：労働・セクハラ・パワハラトラブル（ゲスト：大桃美代子）
- 第４回：労働・セクハラ・パワハラトラブル（ゲスト：大桃美代子）
- 第５回：買い物トラブル（ゲスト：はしのえみ）
- 第６回：買い物トラブル（ゲスト：はしのえみ）
- 第７回：住まいのトラブル（ゲスト：レッド吉田）
- 第８回：住まいのトラブル（ゲスト：レッド吉田）
- 第９回：もらい事故（ゲスト：布川敏和）
- 第10回：もらい事故（ゲスト：布川敏和）
- 第11回：ペットトラブル（ゲスト：室井佑月）
- 第12回：ペットトラブル（ゲスト：室井佑月）
- 第13回：冤罪（ゲスト：長谷川豊）
- 第14回：冤罪（ゲスト：長谷川豊）
- 第15回：相続（ゲスト：江川達也）
- 第16回：相続（ゲスト：江川達也）
- 第17回：いじめトラブル（ゲスト：misono）
- 第18回：いじめトラブル（ゲスト：misono）
- 第19回：ネットトラブル（ゲスト：益若つばさ）
- 第20回：ネットトラブル（ゲスト：益若つばさ）
- 第21回：借金トラブル（ゲスト：山田ルイ53世）
- 第22回：借金トラブル（ゲスト：山田ルイ53世）
- 第23回：医療トラブル（ゲスト：杉山裕之）
- 第24回：医療トラブル（ゲスト：杉山裕之）
- 第25回：総集編

## 出演者
- ＭＣ：テリー伊藤
- アシスタント：三原勇希
- トラブル専門家：久米 慶（プリベントホールディングス株式会社　代表取締役）

## 番組スタッフ
- ナレーター：赤石考
- 構成：松見寿夫、丹羽周
- タイトルデザイン：松本眞弓
- 技術協力：DEEP
- 技術：真田光
- 音効：ZACK
- ヘアメイク：石川正代
- 編集・MA：オムニバス・ジャパン
- スタイリスト：長谷川祐里
- 協力：グローバーズ
- デスク：橋本彗、林知也
- AD：中里晃平、佐藤友哲
- AP：伊羅子政代
- ディレクター：竹田真
- 演出：松本憲一
- 制作プロデューサー：根来将男
- プロデューサー：原田政彦、有賀達也
- 制作協力：株式会社タッチプランニング
- 製作著作：株式会社ロコモーション、TOKYO MX